# Nicola Viviani
Nicola Viviani (Ceprano, ... – Roma, 6 novembre 1428) è stato un vescovo cattolico italiano.

## Biografia
Originario di Ceprano, nel 1417 fu eletto vescovo di Spoleto e il 1º febbraio 1419 papa Martino V lo trasferì alla sede di Chieti.
Durante il suo episcopato i frati minori, guidati da fra' Domenico da Genova, fondarono a Chieti il convento di Sant'Andrea.
Morì a Roma il 6 novembre 1428 e fu sepolto nella basilica di Santa Maria Maggiore.

## Successione apostolica
La successione apostolica è:
- Vescovo Giovanni Strada (1414)